# Pay-per-view
Pay-per-view (inaczej near VOD) – określenie z języka angielskiego oznaczające płatną usługę oglądania treści multimedialnych dostarczanych najczęściej za pośrednictwem cyfrowej telewizji. W przeciwieństwie do najbardziej popularnych w Polsce płatności w formie abonamentu miesięcznego lub rocznego w usłudze pay-per-view płaci się za obejrzenie konkretnej treści. Największą popularnością cieszy się w przypadku transmisji na żywo z wydarzeń sportowych, np. gal boksu zawodowego, wrestlingu czy meczów piłki nożnej. Zastosowanie tego typu usług jest coraz popularniejsze w głównej mierze z powodu łatwych rozliczeń pomiędzy dysponentem praw transmisyjnych a stacją telewizyjną.
W Polsce usługę tę od 30 listopada 2009 roku oferuje platforma Polsat Box (dawniej Cyfrowy Polsat) pod nazwą VOD Domowa Wypożyczalnia Filmowa. W usłudze platforma oferuje odpłatny dostęp do pojedynczych pozycji lub miesięcznych katalogów, gdzie te same filmy emitowane są rotacyjnie na 20 specjalnie przygotowanych całodobowych kanałach satelitarnych. Oprócz tego platforma oferuje również dostęp do dwóch kanałów, na których emitowane są filmy erotyczne. Na poszczególnych kanałach filmy rozpoczynają się o różnych godzinach emisji, a niektóre zaczynają się nawet co pół godziny na różnych kanałach. Natomiast spośród sieci kablowych dostęp do PPV oferuje sieć Inea pod nazwą Kino VOD, gdzie na 14 kanałach emitowane są filmy. Takie samo rozwiązanie stosuje wiele zagranicznych platform np. niemiecka Sky Deutschland, włoska Sky Italia, a dawniej także hiszpańska Digital+.
Część wydarzeń w systemie PPV emitowanych jest również okazjonalnie. Od 10 września 2011 ważne wydarzenia sportowe w systemie PPV oferują także CANAL+ (dawniej nc+) oraz operatorzy kablowi m.in. UPC, Vectra, Multimedia Polska, Toya. Dawniej usługę oferowały także platformy satelitarne Cyfra+ oraz n.
Kiedy telewidz zdecyduje się na obejrzenie danej pozycji, dokonuje opłaty drogą elektroniczną, wybierając datę i godzinę emisji jaka go interesuje. Dla ułatwienia decyzji system automatycznie wyszukuje najwcześniejszą emisję i przełącza się na odnaleziony kanał. Dodatkowo, gdy emisja filmu już się rozpoczęła, na ekranie w aplikacji EPG pojawia się informacja o tym, jak dużo czasu (procentowo) minęło od chwili rozpoczęcia jego transmisji. Zamieszczone są tu również dane na temat kolejnych transmisji tego programu. Może się zdarzyć, że widz trafi na bezpłatny czas transmisji przed, albo po filmie. Istnieje wtedy możliwość natychmiastowej decyzji zakupu, co jest równoznaczne z wysłaniem impulsu „pay-per-view”. Zwykle przy tej usłudze można przewijać oraz pauzować wykupiony program.
W Polsce pierwszym sportowym wydarzeniem transmitowanym poprzez PPV była walka Witalija Kliczko z Tomaszem Adamkiem, której koszt wyceniono na 40 zł. Oznajmiono wówczas sukces informując, iż sprzedanych zostało 200 tys. subskrypcji. Do tej liczby jednak dodać należy fakt, iż niemiecka stacja RTL, która jest dostępna w Polsce za pomocą telewizji kablowych i satelitarnych, a która transmitowała ww. walkę w otwartym paśmie, zanotowała wówczas rekordową oglądalność z terytorium Polski, gdzie aż 1,1 mln Polaków skorzystało z możliwości obejrzenia walki za darmo, tyle że z niemieckim komentarzem.
Kolejne emisje w PPV były już mniej popularne. Przykładowo, emitowany w PPV mecz pomiędzy Polską a Czarnogórą w eliminacjach do Mistrzostw Świata wykupiło według szacunków od 60 do 70 tysięcy osób.